# Žeimenys
Il lago Žeimenys (tradotto dal lituano: alga) è un lago situato nel comune distrettuale di Švenčionys (segna il confine amministrativo tra contea di Vilnius e contea di Utena) a nord-est della Lituania.
Il lago si trova non lontano da Kaltanėnai, nel parco nazionale dell'Aukštaitija. Il lago è molto lungo e stretto, ricorda la forma di un fiume: a dimostrazione di ciò, le dimensioni sono 12 km di lunghezza, superiore così a qualsiasi altro lago della Lituania e 1,6 km di larghezza (qualcuno lo considera per questa sua dimensione alla stregua di un fiume). Ci sono due baie assai frequentate per la pesca parte settentrionale che confina a est e ovest. La profondità massima del lago è di 23,5 m. È circondato da foreste di conifere. 
Vi sono ben 14 isole la cui area in totale copre 8,3 ettari. Il fondale è essenzialmente composto da sabbia, ghiaia e fango (quest’ultimo presente sul 90% delle coste). 
La vegetazione costiera è prevalentemente composta da piante che si adattano a climi paludosi. La trasparenza dell’acqua in estate è tale da garantire la visibilità fino alla profondità di 3 m.

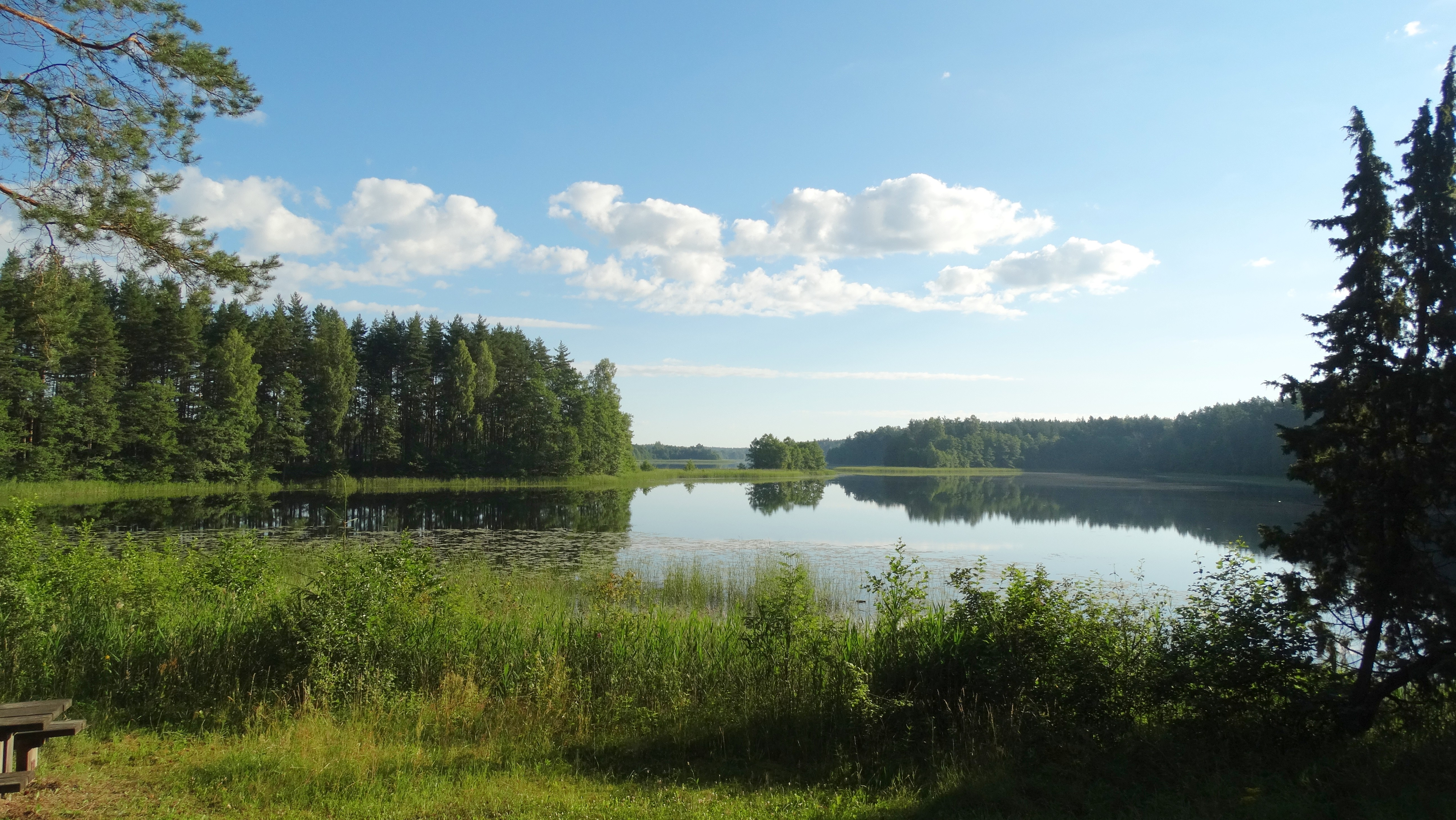
Vista dalla costa

Principali immissari sono il Laukupė, il Kretuona e il Jaurupė. Come emissario figura lo Žeimena. Nella parte settentrionale vi è una congiuntura tra lo Žeimenys e il lago Šakarvai.

## Flora
Oltre alle foreste di conifere, non mancano negli immediati pressi del lago giunchi di palude, canneti, bardana e un vasto e variegato numero di piante ulteriori.

## Fauna
Sono presenti più di 15 specie ittiche differenti: il luccio, la tinca, l’abramide, il persico, il gardon, la scardola, il carassio, la blicca bjoerkna, l’anguilla europea, l’alburno, l’acerina, lo sperlano, l’ido, la bottatrice, il coregone bianco, il salmone atlantico, la trota europea, la trota iridea.
Come crostacei vivono principalmente gamberi di fiume e granchi.
Dal 1967 il lago è anche parco ornitologico.